# هیدن وایلد
هیدن وایلد (انگلیسی: Hayden Wilde؛ زادهٔ ۱ سپتامبر ۱۹۹۷) ورزشکار سه‌گانه اهل نیوزیلند است.